# Externado de San José
El colegio Externado de San José es una escuela católica administrada por la Compañía de Jesús, en San Salvador, El Salvador. Es parte de la Asociación de Colegios Jesuitas de Centroamérica (ACOSICAM) y de la Federación Latinoamericana de Colegios Jesuitas, FLACSI.
El colegio es altamente reconocido tanto nacional como internacionalmente por brindar una de las mayores calidades en enseñanza de El Salvador y de las mayores a nivel centroamericano, la profunda exigencia académica hacia el alumnado, educar en balance entre la ciencia, la ética, la filosofía y la fe; y ser una de las instituciones mejor calificadas en Prueba de Aptitudes para Egresados de Educación Media (PAES) de El Salvador desde su instauración en 1997 y la prueba AVANZO desde 2020.
Durante gran parte del siglo XX fue considerada una institución élite a la cual solo las familias de mayores recursos económicos podían enviar a sus hijos, pero luego de los cambios al interior de la Iglesia Católica tras el Concilio Vaticano II, el colegio se hizo progresivamente más inclusivo y la forma jesuita de educación jugó un papel relativamente importante durante la Guerra Civil Salvadoreña, tanto por parte del Externado de San José como la UCA, lo cual lo hizo ser acusado de impartir teorías marxistas en sus aulas, ante lo cual se redactó el documento histórico "El Externado piensa así". El hecho de que la mayoría de los alumnos egresados se matricularan en la Universidad Centroamericana "José Simeón Cañas" (también institución jesuita) y la Universidad de El Salvador agravaba el problema, ya que muchos de ellos entraban de lleno en actividades de izquierda. Al principio, el colegio admitía exclusivamente hombres, pero desde 1978 se aceptaron mujeres, instaurando así la coeducación.

## Historia
El colegio fue fundado por la Compañía de Jesús en San Salvador, también conocidos como Jesuitas, en 1921. El colegio original se encontraba en el Parque San José, y estaba junto al Seminario San José y la Iglesia San José, esta última fue consumida por un voraz incendio.
Un grupo de padres propuso a los jesuitas la idea de admitir alumnos que, sin pensar en el sacerdocio, pudieran cursar su bachillerato en el seminario. Aceptada la idea, a diferencia de los seminaristas, que eran internos, estos nuevos alumnos eran llamados los externos. 
En las mismas instalaciones comenzaron a estudiar los jóvenes del internado y los del externado. Cuando años más tarde los seminaristas pasaron a vivir al recién construido Seminario San José de la Montaña, en los antiguos locales solo se quedaron estudiando los alumnos del externado. De allí procede el nombre del Colegio: Externado "San José".
A finales de los años 40 se adquieren terrenos, en ese entonces a las afueras de San Salvador, ubicación actual del colegio, para expandir las instalaciones de este. Gracias a la colaboración de varios jesuitas procedentes del país vasco, quedó erigido el edificio y las instalaciones del nuevo Externado de San José, sobre una cima que iniciaba en la 25 Avenida Norte, conocida también como Avenida Universitaria.
En 1954 primaria se mudó a las nuevas instalaciones y un año después lo haría el resto del colegio, conmemorando así los 400 años de la muerte de San Ignacio de Loyola, fundador de la Compañía de Jesús. En 1972 se creó el turno vespertino para las familias de escasos recursos y en 1978 se admiten mujeres por primera vez en la institución instaurando así la coeducación.
El 10 de octubre de 1986 un fuerte terremoto en San Salvador dejó inutilizadas las instalaciones del colegio, durante los siguientes dos años las clases fueron impartidas en diferentes locales, incluso en la Universidad Centroamericana "José Simeón Cañas"(UCA); en 1988 se inician clases en las nuevas instalaciones, las cuales son las actuales del colegio.

## El papel del Externado durante el Conflicto Armado Salvadoreño
El Externado fue considerado una institución élite en gran parte del siglo XX. La educación jesuita del Externado como la UCA llegó a ser acusada por el gobierno de turno como un modelo de adoctrinamiento comunista. 
Los jesuitas del Externado San José fueron acusados de enseñar marxismo y de enfrentar a los padres de los alumnos con sus hijos. El fiscal general, ante un presunto delito por enseñanza de "doctrinas comunistas, anárquicas o contrarias a la democracia", llama a declarar al rector del Externado, P. Juan Ramón Moreno, posteriormente asesinado en la UCA.
Después de las acusaciones gubernamentales sobre la enseñanza del marxismo, se redacta un documento histórico como respuesta, titulado "El Externado piensa así". Esta defensa se basó en las directrices del Concilio Vaticano II y los documentos de los obispos latinoamericanos de Medellín, así como el Decreto 4 de la Congregación General XXXII de la Compañía de Jesús.
El 12 de marzo de 1977, Escuadrones de la muerte ametrallan al Beato Rutilio Grande, quien acababa de renunciar a su cargo de rector del Externado San José, mientras se dirigía a celebrar una misa a El Paisnal. Se difunde el lema "Haz patria, mata un cura". 
Posteriormente el 5 de enero de 1980 miembros del escuadrón de la muerte "Unión Guerrera Blanca" ametrallan el Externado San José. Ese mismo año, unos ciento cincuenta soldados rodean el Externado, registran el colegio, especialmente las oficinas de la organización de derechos humanos Socorro Jurídico, en donde roban documentos y dinero. Se llevan toda la documentación relativa al asesinato de Mons. Óscar Arnulfo Romero y cinco meses más tarde Rafael Santos y Oscar Romano, maestros de primaria fueron asesinados a la puerta del colegio.
El 23 de noviembre de 1980 civiles fuertemente armados ocupan el Externado San José. El 19 de diciembre las Fuerzas de Seguridad efectúan un registro a fondo en la residencia de los jesuitas que trabajan en el Externado, situada en San Antonio Abad.
El 16 de noviembre de 1989 El Salvador y el mundo entero se conmueven con la noticia que seis Jesuitas, su ama de llaves y la hija de esta habían sido asesinados en la UCA. Algunos de ellos docentes del Colegio. En honor a ellos, el Externado tiene varios salones y edificios con los nombres de cada uno de los mártires jesuitas. Ese día un vehículo de la Primera Brigada, con altavoces, circula anunciando: "¡Ellacuría y Martín-Baró ya cayeron! ¡Seguimos matando comunistas!"

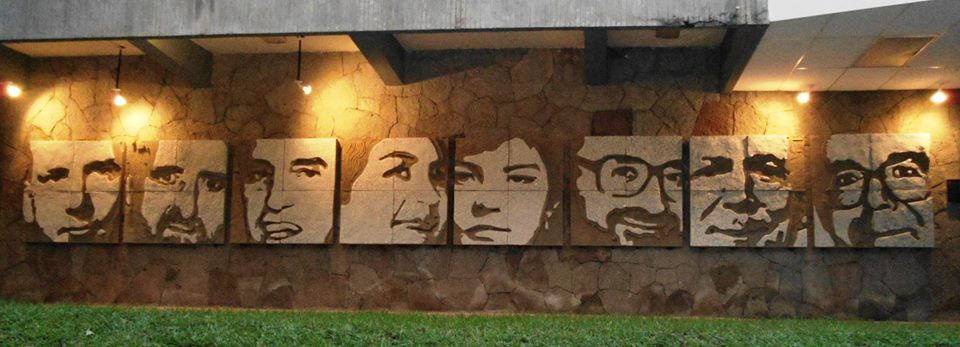
Mural de los mártires del UCA

## Misión
El Externado de San José es intelectualmente y académicamente selectivo; sus estudiantes han obtenido el puntaje más alto en los puntajes de la Prueba de Aprendizaje y Aptitud Académica (PAES) desde su inicio en 1997. El Externado San José fue considerado durante mucho tiempo una escuela para las élites, pero después del Concilio Vaticano II y la Conferencia de Obispos Latinoamericanos en Medellín en la década de 1960, los jesuitas y el personal decidieron hacer la educación más accesible para los pobres. 
Iniciaron una escala móvil para la matrícula, basada en los ingresos familiares. Sin embargo, a pesar de que el colegio ya no se ve como elitista, ha logrado mantener sus altos estándares de admisión y rendimiento académico basados en el coeficiente intelectual y la estabilidad psicológica del alumno. Para los estudiantes de secundaria, las bajas calificaciones y/o los deméritos en la conducta personal pueden llevar a la rápida expulsión. Al mismo tiempo, los cursos de Formación cristiana asumieron el objetivo de formar hombres y mujeres dedicados al servicio de su sociedad. Esto incluyó algunos elementos de la Teología de la Liberación que salvarían la profunda brecha social en El Salvador. En ese momento, muchas familias de alto nivel retiraron a sus hijos de la escuela, y seis jesuitas en su institución hermana UCA se convertirían en mártires por su abierta oposición al gobierno elitista.
El Externado aún opera con este sistema de cuotas diferenciadas, y sigue siendo mixto. Entre sus graduados se encuentran muchos salvadoreños destacados, entre ellos los expresidentes Armando Calderón Sol y Mauricio Funes, y el poeta internacionalmente aclamado Roque Dalton.

## Perfil académico
Los alumnos de primaria y preparatoria se reúnen de 7:00 a. m. a 12:30 p. m. Además de las materias habituales establecidas por el Ministerio de Educación, los niños reciben las materias de Ajedrez, Música, Informática, Educación en Valores, Formación Cristiana, Deportes e Inglés (desde segundo grado). 
Luego en secundaria y bachillerato se añaden las materias de Filosofía Política, Formación Integral, Ética, Seminario de Derechos Humanos de 7:00 a. m. a 4:15 p. m.. A partir del séptimo grado se promueve el trabajo en grupo y la creatividad junto con diversas formas y técnicas de investigación, fomentando el desarrollo en el grupo y la madurez emocional. Estos programas se complementan con educación física, entrenamiento cristiano, habilidades informáticas y habilidades de estudio.
El turno de la tarde cubre los grados 4 al 9, con un día escolar de 1:00 a 6:15 p. m. Muchos, pero no todos, los estudiantes de este turno reciben asistencia financiera de acuerdo con la necesidad comprobada de su familia. En 2015, el Externado ocupó el segundo lugar entre 440 escuelas de El Salvador por la Universidad de El Salvador sobre la base de los puntajes de las pruebas, y tuvo una matrícula mayor de aprobados que las cuatro primeras escuelas juntas.

## Instalaciones
Las instalaciones actuales del colegio abarcan un área de 10 manzanas aproximadamente, la más extensa del país y se encuentra ubicado en la 25 Avenida Norte y la 33 Avenida Norte, en ellas hay siete módulos de edificios de aulas; en las que se imparten clases desde preparatoria hasta bachillerato; más laboratorios de Física, Química y Biología; salón de música, sala de ajedrez, artes manuales, dos salas de proyección y dos locales de computación. Además dos bibliotecas escolares con salón de lectura individual y salón de trabajo grupal y un estimado de 25,000 ejemplares.
El colegio cuenta con amplias zonas verdes y deportivas que incluyen una piscina de 25 metros, dos canchas de fútbol (una de ellas reglamentaria y con pista de atletismo), tres canchas de voleibol, tres canchas de basquetbol. Los alumnos de los diversos niveles disponen de sus respectivas zonas de juego y recreación. Así como dos amplios estacionamientos de vehículos automotores. 
Se cuenta con tres salones de actos con capacidad para doscientas personas sentadas cada uno, y el auditorio/teatro "Monseñor Óscar Arnulfo Romero", con capacidad para más de setecientas personas sentadas; todo ello en medio de jardines y bosque con variedad de vegetación y árboles nativos.

### Capilla "San Ignacio de Loyola
También hay dos capillas: "San Ignacio de Loyola" que cuenta con una arquitectura única en forma de pirámides, y "María Reina de la Paz". La primera se ha convertido a lo largo de los años en un ícono de San Salvador y una joya arquitectónica del país pues desde sus orígenes rompió el esquema de la capilla tradicional, por medio de formas geométricas fuera de lo normal (formas piramidales encontradas) que generan el envolvente de la capilla. Lo que generaba un contraste con el contexto en el que se encontraba en sus orígenes (edificio del Externado antiguo) y que sigue siendo en su contexto actual (edificio de aulas del Externado actuales).
Es de hacer notar que la iglesia tiene como módulo el triángulo el cual está presente en la edificación en sí, jardines y mobiliario.
Su color blanco, casi en su totalidad, la hacen ser aún más vistosa y agradable, pues genera sencillez. Con el diseño el arquitecto Choussy trató de generar sobriedad y ante todo respeto por el crucifijo.
Una característica de la capilla son sus vitrales, los cuales están en las fachadas laterales con el objetivo de generar la sensación de estar en contacto con la naturaleza, (jardines exteriores de la capilla) además hacen que la luz natural genere un ambiente agradable en el interior de la capilla y finalmente con sus vitrales hacen de ella un espacio ventilado..

## Símbolos
Los símbolos más reconocidos del colegio Externado de San José son el perico, mascota del colegio, y el escudo del colegio. 
El origen del perico como mascota no es del todo claro. Algunos apuntan al color verde del uniforme de deporte; otros a la presencia de varios pericos silvestres cerca de una estatua a la Virgen María en las instalaciones. Otra versión cuenta que, por años, los pericos volaban a las 5:00 h desde la finca el Espino, localizada al poniente de San Salvador con rumbo este y a las 17:00 h regresaban a sus nidos; el antiguo edificio del este colegio estaba en la ruta de estas aves, algunas de las cuales parecían quedarse paradas en los parapetos. Hoy en día estos pericos son mucho menos que hace unos años y su canto es mucho más silencioso.
Han existido múltiples versiones del perico, pero la más aceptada y conocida es la de un perico con sombrero de plumas, camisa y corbatín que se encuentra sobre la palabra "Externado", esta ilustración aparece en los uniformes de deporte, cuadernos, publicaciones, murales , etc.

## Letra
De confín a confín
nuestro inmenso clamor
se dilata sin fin
por la tierra y por el mar.
Dadle ciencia y virtud
y veréis a la juventud
cien mundos conquistar.
Nuestros sueños no son rosas de vergel:
nuestros sueños son coronas de laurel,
del laurel siempre verde y en flor.
¡Somos la promesa de El Salvador!
Nuestro lema es luchar
por la patria y por Dios
y por ambos triunfar
y adelante proseguir.
No consiga el temor
apagar nunca nuestro ardor,
que es nuestro el porvenir.
Como el sol que a su cenit subiendo va,
la bandera desplegada flota ya.
Por mi hogar y mi patria y mi fe:
¡Viva el Externado de San José!

Letra: Hno. Gregorio Arrarte, en la década de 1940.
Voces: Brenda Alvarado, Egly Larreynaga, Sofía Martínez, Roberto Zelaya y Josué García (Promoción 1997).
Ingeniero de sonido: René López
Arreglos y dirección musical: Rafael Francisco Góchez
Grabado en el estudio de Radio Corporación YSKL, el lunes 10 de marzo de 1997.
Proyecto ejecutado durante el rectorado del P. Aníbal Meza, S.J.

## El Externado en la cultura popular
El poeta Roque Dalton hace referencia a sus años de alumno en el Externado San José en su obra Pobrecito poeta que era yo, dejando un legado grande para la institución. Se encuentran otros personajes como el beato Rutilio Grande que fungió como rector académico. Asimismo, se menciona al Colegio y su papel en el siglo XX en las sentencias emitidas en el Reino de España sobre el asesinato de los mártires de la UCA.
En la era moderna, el Externado todavía se perfila como uno de los pilares de la voz estudiantil salvadoreña, por medio de activismo social en diferentes redes, organizaciónes no gubernamentales como Fe y Alegría, Magis e inclusive, tecnologías de la información y la comunicación en fanpages de crítica política desde la índole satírica, populares entre el alumnado salvadoreño. 
Recientemente, en julio de 2021, el Papa Francisco ha enviado saludos al Externado de San José por motivo de cumplimiento de 100 años de educación por medio del Cardenal Pietro Parolin, Secretario de Estado de la Santa Sede.

## Personajes relacionados y/o exalumnos reconocidos
- Roque Dalton (reconocido poeta salvadoreño)
- Rutilio Grande (sacerdote jesuita y beato salvadoreño)
- Mártires de la UCA
- Ignacio Ellacuría S. J., español, rector de la universidad
- Ignacio Martín-Baró S. J., español, vicerrector académico
- Segundo Montes S. J., español, director del Instituto de Derechos Humanos de la UCA
- Juan Ramón Moreno S. J., español, director de la biblioteca de Teología
- Amando López S. J., español, profesor de Filosofía
- Joaquín López y López S. J., salvadoreño, fundador de la universidad y estrecho colaborador
- Edgard Aquino Loyola (activista revolucionario miembro del Movimiento Estudiantil Revolucionario de Secundaria)
- Yolocamba Ita (grupo musical de la guerra civil)
- Armando Calderón Sol (expresidente de El Salvador)
- Roberto D'Aubuisson padre (expolítico salvadoreño)
- Mauricio Funes (expresidente de El Salvador)
- Hugo Lindo (escritor)
- Héctor Aarón Canjura (futbolista salvadoreño)
- Julio Yúdice
- Tenchis Céliber
- Balada Poética
- Cristóbal Fones Sacerdote y artista chileno
- Oswaldo Escobar Velado (escritor)
- Rafael Francisco Góchez (escritor)
- Carlos Monterroza (politólogo y conductor televisivo)
- Egly Larreynaga (actriz y directora salvadoreña)
- Manuel Escalante Saracais (defensor de Derechos Humanos, vicedirector del IDHUCA
- Andrea Ortéz (destacada ajedrecista salvadoreña)
- Gabriela Santos (directora del Instituto de Derechos Humanos de la UCA )